# Marta Kauffman
Marta Fran Kauffman, född 21 september 1956 i Philadelphia, Pennsylvania, är en amerikansk manusförfattare och producent. 
Kauffman skapade tillsammans med David Crane tv-serien Vänner. Hon var också verkställande producent för serien tillsammans med David Crane och Kevin S. Bright. Tillsammans med dem har hon också producerat serien Veronica med bland andra Kirstie Alley och serien Jesse med bland andra Christina Applegate. 

## Filmografi
- 1990–1996 – Dream On (TV-serie) (medskapare, manusförfattare, verkställande producent)
- 1992–1993 – Vita huset nästa? (TV-serie) (medskapare, manusförfattare, verkställande producent)
- 1994–2004 – Vänner (TV-serie) (medskapare, manusförfattare, verkställande producent)
- 1997–2000 – Veronica (TV-serie) (TV-serie) (medskapare, manusförfattare, verkställande producent)
- 1998–2000 – Jesse (TV-serie) (TV-serie) (verkställande producent)
- 2005–2006 – Related (TV-serie) (manusförfattare, verkställande producent)
- 2015–2021 – Grace and Frankie (TV-serie) (medskapare, manusförfattare, verkställande producent)
- 2021 – Friends: The Reunion (producent)